# Hans Alin
Hans Folke Alin, född 1 juli 1893 i Hillersjö, Hilleshög, Uppland, död 11 april 1975 i Oscars församling, Stockholm, var en svensk författare, kulturskribent och redaktör, mestadels verksam i Förenta Staterna. Hans författarskap bestod framför allt av dramatik. Han skrev 1925 filmmanuset till Domen, en av de första ljudfilmerna. Under pseudonymen Alf Cronh skrev han också en roman.

## Biografi
Hans Alin föddes 1893 i Hillersjö, en liten by i Hilleshögs socken på Ekerö i Mälaren. Han var son till agronomen F.L. Alin och Charlotta Alin.
Som sextonåring skrev han sin första teaterpjäs. Efter studentexamen i Stockholm gjorde han 1913-15 en studieresa i Europa med längre vistelser i Paris, Berlin, Wien och Budapest. Hemkommen till Sverige blev ett antal av hans teaterpjäser uppförda i Stockholm. Han var fram till 1920 även verksam som jounalist på Dagen, Svenska Dagbladet och Stockholmstidningen, samt teaterkritiker på Bonniers Månadshäfte. 
Hösten 1920 emigrerade den 27-årige Alin till Amerika. Han bosatte sig i New York och 1921 blev han anställd som journalist på tidningen Nordstjernan, där han verkade som musik och teaterkritiker. År 1925 skev han filmmanuset till Domen, en av de första dramatiska ljudfilmerna. Han översatte också några av August Strindbergs pjäser. Under 1940-, 50- och 60-talen var Alin journalist och redaktör på Svenska Amerikanaren Tribunen i Chicago. Han var tidvis även bosatt i Mineral Point, Wisconsin. Han återvände till Sverige 1965.
Alin dog 1975 och är gravsatt på Norra begravningsplatsen i Solna. Hans efterlämnade personarkiv finns på Kungliga Biblioteket i Stockholm.

## Dramatik
Alin skrev flera teaterpjäser som sattes upp i Stockholm under sista halvan av 1910-talet. I mars 1916 spelade Blancheteatern Vårblod, ett bondedrama i en akt under regi av Bror Öbergsson. På Skansens vårfest spelades i juni 1917 pjäsen I vildskogen. I december 1917 spelade Blancheteatern Benja. Pjäsen En moder spelades på Folkets park. Robespierre, skriven 1918, sattes dock aldrig upp i Sverige, trots att Alin ansåg att det var hans bästa pjäs.
I New York fortsatte Alin att skriva dramatik. I en engelsk översättning av Arvid Paulson, publicerades pjäsen Poverty 1925 i en antologi med 25 internationella teaterstycken, utgiven av Frank Shay på Appletons förlag i New York. Pjäsen sattes upp så sent som på 1950-talet på Maryville College Playhouse i Maryville, Tennessee..

## Greve Patts äventyr
Under pseudoymen Alf Cronh skrev Alin år 1916 den humoristiska romanen Greve Patts Äventyr. Boken handlar om den bortskämde adelsmannen Greve Patt, som lever glatt på andras bekostnad. Det börjar med att han som femårig pojke skjuter gårdens höns och ko med det salongsgevär han fått i födelsepresent av fadern, och det slutar med att han blir bannlyst på Stockholms alla restauranger och krogar. Bokens greve Patt har vissa likheter med den unge adelsmannen Gösta Hamilton, då båda får öknamnet Kattgreven efter att ha misshandlat en katt.

## Domen
Alin skrev 1925 filmmanuset till Domen, en av de första dramatiska ljudfilmerna. Manuset skrevs på mindre än en vecka. Handlingen utspelar sig i en domstol, där en zigenare är anklagad för mord på en bondflicka. Fyra vittnen kallas: en knivslipare, en gammal döv pensionerad lärare, en judisk gårdfarihandlare och en välbärgad bonde. Det visar sig att zigenaren är oskyldig, och att det var bonden som utfört mordet. Då filmen blev en framgång, spelades det strax efteråt även in en engelsk version, under namnet Retribution.

## Konstnärliga kontakter och vänskaper
Som tonåring läste Alin allt han kunde komma över av August Strindberg, och det var Strindbergs pjäser som inspirerade honom att börja skriva dramatik. När Alin var sexton år gammal skickade han sin första pjäs, Vid branten, till Strindberg, som uttalade sig mycket positivt om den. Under deras korta bekantskap, under Strindbergs sista år i livet, träffades de ett antal gånger, och Strindberg försökte hjälpa Alin att få sin pjäs uppförd på en teater. När Alin blev otålig över att inte ha hört från en producent på flera månader, tröstade Strindberg honom med att det tog flera år för honom att få sitt första mästerverk, Mäster Olof, uppförd. Strindberg såg också till att den unge Alin fick gratis teaterbiljetter.
Alin hade en lång vänskap med amerikanen Raymond Jamieson. De kände varandra i New York då Alin 1925 ordnade så att hans vän fick en liten skådespelarroll i filmen Domen. Några år senare skrev de tillsammans pjäsen Afterglow. Jamieson översatte ett par av Alins pjäser till engelska, och tillsammans översatte de också tre av Strindbergs pjäser, först Pelikanen 1929, och sedan Gustaf III 1933 och Kristina 1937. Den sista översättningen arbetade de på under Alins besök hos Jamieson i hans nyinköpta hus i Mineral Point, Wisconsin. Detta var en liten historisk stuga. som han kallade Helgedags Hus, och som var inrätt i svensk stil med svenska möbler, och över dörren hängde det en skylt med ordet Välkommen. Efter Jamieson övertogs stugan av Alin.
Alin hade också konstnärliga kontakter utanför litteraturen; exempelvis med konstnärerna Nell Walden, Katherine Dreier och Marcel Duchamp, och dansörerna Ted Shawn och Eric Vidner. Han var även styrelesledamot och New York representant för den av Rolf de Maré i Paris grundade Archives Internationales de la Danse (AID).